# اچ‌ام‌اس ایپسوییچ (۱۶۹۴)
اچ‌ام‌اس ایپسوییچ (۱۶۹۴) (به انگلیسی: HMS Ipswich (1694)) یک کشتی بود که طول آن ۱۴۹ فوت ۱۱ اینچ (۴۵٫۷ متر) بود.